# Yésero
Yésero (en aragonés Yesero) es una localidad y municipio de España del norte de la provincia de Huesca perteneciente a la comarca de Alto Gállego, comunidad autónoma de Aragón. Tiene un área de 30,23 km² con una población de 58 habitantes (INE 2022) y una densidad de 1,85 hab./km².

## Geografía
Lugar situado en las sierras interiores de los Pirineos, en el barranco del Sía, afluente del río Gállego. Limita al norte por la sierra Tendeñera, al este por el puerto de Cotefablo y al sur por el monte Erata, y rodeado de un privilegiado patrimonio natural de bosques, praderas, cumbres y barrancos. El monte llamado ‘Chordonal’ es lugar de interés próximo. 
Asentado en una privilegiada zona natural, es un excepcional escaparate de los modos arquitectónicos del Serrablo atesorando un bonito casco urbano de estilo medieval. Bellas fachadas de gruesos muros en piedra nos permiten acceder a cuidados interiores en los que se ha conservado la esencia de estas viviendas de alta montaña. Fue una de las poblaciones más importantes del Valle de Gavín, albergando más de 32 vecinos a finales del siglo XV.

## Historia
La existencia de Yésero está documentada en el siglo XI (1076), pero su máximo esplendor lo alcanzó en época bajomedieval, a finales del siglo XV, cuando fue la población más importante del valle de Gavín. 
Aparece bajo los nombres de ESERO, IESERO, YESSERO, JESSERO y YESERO.

## Demografía
Yésero cuenta con una población de 62 habitantes (INE 2024).
| Gráfica de evolución demográfica de Yésero entre 1842 y 2021 |
| |
| Población de derecho según los censos de población del INE Población de hecho según los censos de población del INEEntre el censo de 1857 y el anterior, crece el término del municipio porque incorpora a Barbenuta y Espierre Entre el censo de 1887 y el anterior, disminuye el término del municipio porque transfiere Barbenuta al municipio Berbusa |

| 291        | 227 | 227 | 233 | 193 | 170 | 190 | 172 | 114 | 59 | 53 | 81 | 68 |
| (Fuente: ) |     |     |     |     |     |     |     |     |    |    |    |    |

## Administración y política
| Período   | Alcalde                   | Partido |  |
| --------- | ------------------------- | ------- |  |
| 1979-1983 | Vicente Campo Cazcarro    | UCD     |  |
| 1983-1987 |                           |         |  |
| 1987-1991 |                           |         |  |
| 1991-1995 |                           |         |  |
| 1995-1999 | Urbano Usieto Orós        | PP      |  |
| 1999-2003 | Mariano Fanlo Pardo       | PP      |  |
| 2003-2007 | Mariano Fanlo Pardo       | PP      |  |
| 2007-2011 | María Jesús Acín Sanromán | PSOE    |  |
| 2011-2015 | María Jesús Acín Sanromán | PSOE    |  |
| 2015-2019 | María Jesús Acín Sanromán | PSOE    |  |
| 2019-2023 | Javier Campo Morlans      | PSOE    |  |
| 2023-2027 | Javier Campo Morlans      | PSOE    |  |

| Partido político    | Partido político                                   | 2003   | 2007   | 2011   | 2015   | 2019   |
| Partido político    | Partido político                                   | Ediles | Ediles | Ediles | Ediles | Ediles |
|                     | Partido de los Socialistas de Aragón (PSOE-Aragón) | —      | 1      | 2      | 2      | 3      |
|                     | Partido Aragonés (PAR)                             | —      | —      | 1      | 1      | —      |
|                     | Partido Popular de Aragón (PP)                     | 1      | —      | —      | —      | —      |
|                     | Chunta Aragonesista (CHA)                          | —      | —      | —      | —      | —      |
| Total de concejales | Total de concejales                                | 1      | 1      | 3      | 3      | 3      |

## Economía

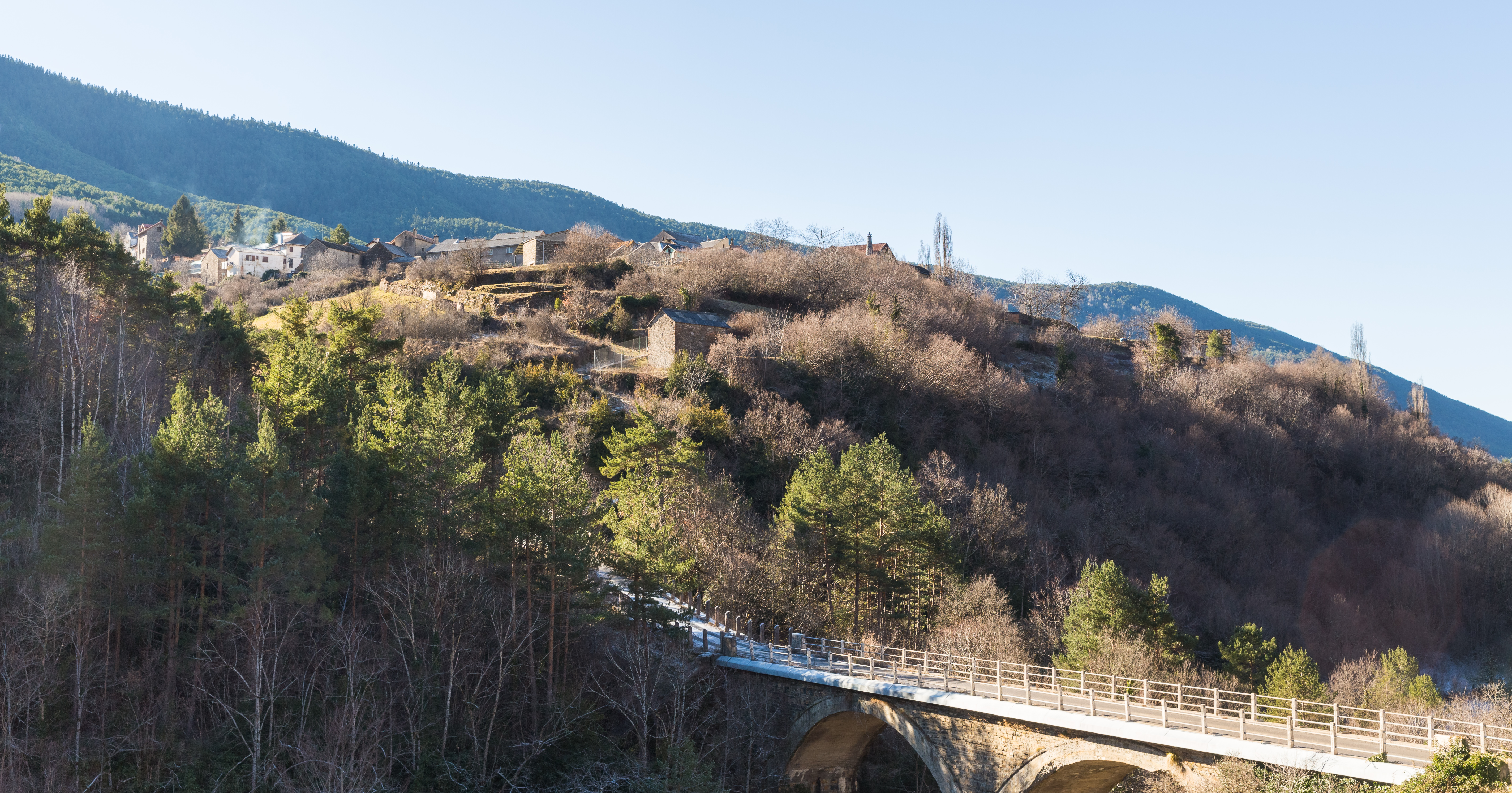
Vista desde la carretera.

Como corresponde a una sociedad típicamente montañesa, los recursos agrícolas y ganaderos han constituido su base económica hasta fechas aún recientes. Tampoco han faltado trabajos relacionados con el sector artesano-industrial: los principales fueron la extracción maderera y la elaboración de la pez a partir de la resina de los pinos. Hoy en día estas ocupaciones y las formas de vida que llevaron asociadas han caído en desuso, a excepción de la cría de ganado vacuno, y la economía se orienta hacia las nuevas demandas derivadas del ocio con la apertura de varias viviendas de turismo rural. Fruto de esa diversificación turística son actuaciones como "Brioleta", un encuentro anual de escritoras aragonesas.

## Cultura

### Brioleta
El primer fin de semana de julio o el último de junio, se celebra en Yésero Brioleta, un encuentro anual de escritoras aragonesas. Ese fin de semana, unas seis mujeres aragonesas, que escriben en cualquiera de las tres lenguas de Aragón, conviven y comparten sus experiencias literarias con los vecinos de Yésero y con los visitantes. Paralelamente a los talleres literarios, presentaciones de libros, etc. se disfruta algún espectáculo musical, teatral… Más de 50 escritoras han pasado ya por el encuentro a lo largo de 12 años. El encuentro se enmarca en las actividades que el Área de Cultura de la Comarca Alto Gállego tiene programadas para el año. Brioleta pretende ser una jornada de convivencia entre escritoras de Aragón y un foro donde puedan compartirse vivencias con otras mujeres interesadas en el ámbito cultural.

### Patrimonio

#### Arquitectónico
Las calles de Yésero no son rectilíneas, y en ocasiones se deslizan bajo algún pasaje, para acabar confluyendo en la gran plaza cercana a la iglesia. Los edificios son de piedra, con fachadas enlucidas, y antiguamente estaban cubiertos con tejados de laja, técnica tradicional de la zona actualmente en desuso ante la llegada de materiales más modernos. Algunos conservan las típicas chimeneas troncocónicas rematadas con el espantabrujas y amplios solanares de dos pisos que se abren a un patio o corral interior. Aún existen varios ejemplares de casas del siglo XVII y del siglo XVIII. Sus portadas presentan dinteles esculpidos con la fecha de su construcción, escudos y otros motivos ornamentales.
Yésero cuenta con buenos ejemplos de arquitectura popular, algunos construidos con la milenaria técnica de la piedra seca, sin material de unión, que se ha transmitido de generación en generación durante siglos. Se caracteriza por la perfecta adaptación al medio, con la utilización de los materiales que ofrece la propia naturaleza: la madera y la piedra especialmente. Destacan las bordas, construcciones auxiliares de los trabajos agrícolas y ganaderos, y las casetas, que proporcionaban protección en caso de tormenta. Este tipo de construcciones son todo un legado de una forma de vida que, poco a poco, va desapareciendo pero que nos ofrece un valioso testimonio de respeto y armonía con el entorno.
- La Casa de la Pez es un edificio del siglo XVI recientemente rehabilitado para centro de interpretación. A lo largo de su historia ha tenido varios usos: consistorio, escuela, carpintería e incluso cárcel. En la actualidad acoge una exposición permanente sobre la elaboración de la pez, actividad a la que se dedicaron antiguamente los habitantes de Yésero, debido a los frondosos bosques con los que cuenta el municipio, y motivo por el cual a los yeseranos se les conoce con el apodo de “peceros”. La exposición cuenta con la pequeña cárcel restaurada, una sala también pequeña con carteles, y aún otra con un dispositivo audiovisual. A través de una serie de paneles, objetos donados por los vecinos y unos hornos construidos en el jardín posterior, se explica el proceso de obtención de la pez (a partir de la resina de los pinos), sus usos (esencialmente el marcado del ganado y fines terapéuticos y de impermeabilización) y su relación con otras actividades como la ganadería o la extracción maderera.

#### Religioso
- La iglesia de San Saturnino

La iglesia parroquial de San Saturnino se asienta sobre una anterior románica, pero apenas conserva restos de su origen medieval, tan solo su torre y un par de ventanitas estrechas y adinteladas, en la base de la torre, cuyo arco de medio punto peraltado la emparentan con las iglesias del románico serrablés del siglo XI, con una bella aspillera en forma de arco de herradura con alargadas dovelas asemejándose al de la parroquial de San Bartolomé de Gavín. La mayor parte de la fábrica actual corresponde a la reforma llevada a cabo en el siglo XVII, presentando una factura barroca formada por nave única y ábside plano cubriéndose con bóveda de lunetos. La entrada se abre en la cara norte, precedida de una lonja con empedrado tradicional. El interior consta de una nave con cinco capillas poco profundas a excepción de la que acoge la pila bautismal, en la base de la torre. La cabecera recta está precedida por un amplio arco triunfal y a los pies se levanta el coro. La techumbre es una sucesión de bóvedas de cañón con lunetas. Es muy interesante el retablo mayor, dedicado a San Pedro, originario de la iglesia de Cenarbe.
- La ermita de Nuestra Señora de las Nieves.

Construida en el siglo XVII y enclavada casi en la confluencia de los barrancos de Sía y del Infierno, es un sencillo edificio de sillarejo y tejado de losa a dos aguas con nave, cabecera plana y una pequeña sacristía al norte cubierta con bóveda de cañón al igual que el presbiterio. 
Según la tradición, en 1885 la Virgen de las Nieves intercedió por los vecinos de Yésero para librarles de la epidemia de cólera que asolaba las poblaciones de Gavín y Biescas.

#### Fiestas
Yésero celebra tres fiestas a lo largo del año: 
- La fiesta “pequeña” está dedicada a San Sebastián, el 20 de enero. La víspera por la noche tiene lugar una “chera” u hoguera en el centro de la plaza del Fenero, a cuyo alrededor se concentran los vecinos y visitantes que cada año acuden en mayor número.
- También el domingo más próximo al 5 de agosto se acude actualmente en romería a la ermita de Nuestra Señora de las Nieves, conmemorando que ese día se celebraba antiguamente, con solemnes actos religiosos, procesión, cantos y dances de palos.
- El fin de semana más próximo al 8 de septiembre, festividad de la Natividad de la Virgen, se celebra la “fiesta mayor” o patronal. Durante tres días se suceden una serie de actos religiosos y profanos, cuya variedad busca satisfacer tanto a niños como adultos.